# Abdalá Kallel
Abdalá Kallel (7 de diciembre de 1943) es un político tunecino, miembro de la Agrupación Democrática Constitucional. Fue ministro de Defensa y ministro del Interior en la década de 1990 con los gobiernos de Ben Ali y es el presidente de la Cámara de Consejeros (cámara alta) desde 2005. Está acusado por organizaciones de derechos humanos de haber torturado a miembros de la oposición durante sus etapas ministeriales.